# Капитолийский Брут
Капитолийский Брут — античная бронзовая скульптура, которая экспонируется во Дворце консерваторов на Капитолии.
Бронзовая голова мужчины, обнаруженная при раскопках в Риме в XVI веке, произвела фурор своей сохранностью и сразу пополнила собрание папы римского. Любители старины вскоре заметили портретное сходство с профилем Луция Юния Брута на монетах Римской республики и заключили, что статуя изображает именно основателя этой республики. В настоящее время такая идентификация признаётся малообоснованной.
Луций Юний Брут как борец с тиранией был чрезвычайно популярен в революционной Франции. Множество копий с капитолийского бюста было установлено в общественных местах Республики.
По Толентинскому договору Наполеон получил право вывезти из Рима сто картин или статуй по своему выбору. Среди предметов искусства, специально указанных в договоре, были и портреты двух великих тираноборцев — бронзовый бюст Луция Юния Брута и мраморная голова Марка Юния Брута. После свержения Наполеона Капитолийский Брут вернулся в Рим.
Капитолийский портрет мужчины считается шедевром античной портретной скульптуры. Его отличает высокая степень сохранности: инкрустированные глаза, неповреждённая поверхность волос, щёк, лба.
Часть бюста ниже шеи была изготовлена во времена Возрождения исходя из одежды, в которой обычно изображали римских императоров. Копия с Капитолийского Брута была изготовлена в России во время правления Екатерины II, однако вскоре скульптура отправилась в переплавку как «идол якобинцев». В начале XX века копия с бюста была отлита для Музея изящных искусств имени Александра III в Москве.